# The Cadillac Band
The Cadillac Band är en svensk musikgrupp som spelar rocklåtar från 1950-, 1960- och 1970-talen.
Tommy Blom var bandets frontfigur i många år. Bandet startades av Elvis Presleys trummis D.J. Fontana. Ulf Nilsson var hans ersättare under 1990-talet och han fick ta över bandet 2004. Bandet fick andra svenska musiker i samband med detta: Börje Hallberg på bas, Mats Olsson på piano, Ronny Hall på gitarr, med flera. Andra artister som har medverkat i gruppen under åren är James Burton, Jerry Scheff, Glen D. Hardin, John Wilkinson, Little Gerhard, Leif ”Burken” Björklund, Claes Göran Hederström, Svenne Hedlund, Erica Larsson och Janne ”Lucas” Persson.